# 秀丽石鳖
秀丽石鳖（学名：Lucilina amanda），是新石鳖目石鳖科Lucilina属的一种。主要分布于中国大陆，常栖息在珊瑚上。